# Gansu-Spitzmaus (Chodsigoa)
Die Gansu-Spitzmaus (Chodsigoa lamula) ist eine Spitzmausart aus der Gattung der Chodsigoa. Sie ist endemisch in der Volksrepublik China und kommt in einem schmalen Bereich von Zentral- bis Südchina vor.

## Merkmale
Mit einer Kopf-Rumpf-Länge von 5,4 bis 7,5 Zentimetern zählt die Gansu-Spitzmaus zu den kleinen Spitzmausarten. Der Schwanz erreicht eine Länge von 40 bis 66 Millimetern und der Hinterfuß von 11 bis 16 Millimetern. Die Rückenfärbung ist einheitlich braungrau, der Bauch ist etwas mehr bräunlich, damit entspricht sie im Aussehen der sympatrisch vorkommenden Chodsigoa hypsibia, die allerdings etwas größer ist.
| 1 | · | 3 | · | 1 | · | 3 | = 28 |
| 1 | · | 1 | · | 1 | · | 3 | = 28 |

Der Schädel hat eine Länge von 19 bis 19 Millimetern. Wie alle Arten der Gattung besitzt die Art im Oberkiefer pro Hälfte einen Schneidezahn (Incisivus) und danach drei einspitzige Zähne, einen Vorbackenzahn (Praemolar) und drei Backenzähne (Molares). Im Unterkiefer besitzt sie dagegen einen einzelnen Eckzahn (Caninus) hinter dem Schneidezahn. Insgesamt verfügen die Tiere damit über ein Gebiss aus 28 Zähnen. Die Zahnwurzeln sind wie bei den meisten Rotzahnspitzmäusen rot gefärbt.

## Verbreitung

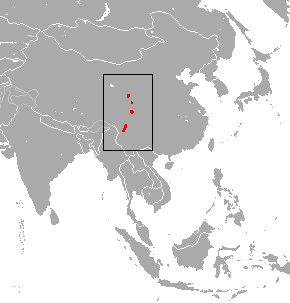
Verbreitungsgebiete der Gansu-Spitzmaus (rot)

Die Gansu-Spitzmaus kommt in einem schmalen Bereich der zentralen bis südlichen Volksrepublik China, wo sie endemisch ist, vor. Es ist möglich, dass sie in weiteren Gebieten zwischen den bekannten Fundorten Vorkommen hat.
Die Höhenverbreitung liegt bei etwa 3000 Metern.

## Lebensweise
Über die Lebensweise dieser Art liegen wie bei allen Arten der Gattung nur sehr wenige Daten vor. Wie alle Spitzmäuse ernähren sich auch diese Arten von wirbellosen Tieren. Als Lebensraum nutzt die Art wahrscheinlich Wälder der Höhenlagen um 3000 Meter.

## Systematik
Die Gansu-Spitzmaus wird als eigenständige Art innerhalb der Gattung Chodsigoa eingeordnet, die aus acht Arten besteht. Die wissenschaftliche Erstbeschreibung stammt von Oldfield Thomas aus dem Jahr 1912, der ein Individuum aus Lintan in der Provinz Gansu beschrieb. Ursprünglich wurde die Art als Unterart der sympatrisch vorkommenden De-Winton-Spitzmaus (Chodsigoa hypsibia) betrachtet, vereinzelt wurde zudem Chodsigoa parva als Unterart der Gansu-Spitzmaus angesehen.
Innerhalb der Art wird neben der Nominatform Chodsigoa lamula lamula keine weitere Unterart  unterschieden.

## Bedrohung und Schutz
Die Gansu-Spitzmaus wird von der International Union for Conservation of Nature and Natural Resources (IUCN) aufgrund des relativ großen Verbreitungsgebiets von mehr als 20,000 km² sowie der angenommenen Bestandsgröße als nicht gefährdet („least concern“) eingestuft. Konkrete Bestandszahlen und Gefährdungen für die Art sind nicht bekannt.

## Belege
1. 1 2 3 4 5  Robert S. Hoffmann, Darrin Lunde: Lamulate Shrew. In: Andrew T. Smith, Yan Xie: A Guide to the Mammals of China. Princeton University Press, Princeton 2008, ISBN 978-0-691-09984-2, S. 308.
2. 1 2 3  Chodsigoa lamula in der Roten Liste gefährdeter Arten der IUCN 2013.1. Eingestellt von: A.T. Smith, C.H. Johnston, 2008. Abgerufen am 16. Juli 2013.
3. 1 2 3   Chodsigoa lamula (Memento des Originals vom 10. November 2013 im Internet Archive)  Info: Der Archivlink wurde automatisch eingesetzt und noch nicht geprüft. Bitte prüfe Original- und Archivlink gemäß Anleitung und entferne dann diesen Hinweis.. In: Don E. Wilson, DeeAnn M. Reeder (Hrsg.): Mammal Species of the World. A taxonomic and geographic Reference. 2 Bände. 3. Auflage. Johns Hopkins University Press, Baltimore MD 2005, ISBN 0-8018-8221-4.